# Élections législatives allemandes de 1930
Les sixièmes élections fédérales allemandes se sont déroulées le 14 septembre 1930, durant la république de Weimar. Le nombre de sièges à pourvoir au Reichstag est passé de 491 en 1928 à 577 sièges. Le SPD, qui reste le premier parti du pays, perd du terrain, tandis que le parti nazi (national-socialiste) réalise une percée en passant de 12 à 107 sièges.

## Contexte
Alors que sévit la crise économique qui fait suite au Krach de 1929, le chancelier Brüning en poste depuis le 28 mars 1930 doit, pour équilibrer le budget, proposer de nouveaux impôts et notamment l'impôt par tête ce qui lui aliène le soutien du SPD mais aussi une majorité des députés nationalistes. Le budget est rejeté par le Reichstag et le chancelier réplique par la dissolution de l'Assemblée et un passage en force par décrets.

## Résultats
|                          |                                                                                                 |            |       |       |        |               |
| Parti                    | Parti                                                                                           | Voix       | %     | +/-   | Sièges | +/-           |
|                          | Parti social-démocrate d'Allemagne (SPD)                                                        | 8 575 244  | 24,53 | 5,23  | 143    | 10            |
|                          | Parti national-socialiste des travailleurs allemands (NSDAP)                                    | 6 379 672  | 18,25 | 15,62 | 107    | 95            |
|                          | Parti communiste d'Allemagne (KPD)                                                              | 4 590 160  | 13,13 | 2,51  | 77     | 23            |
|                          | Zentrum (Z)                                                                                     | 4 127 000  | 11,81 | 0,26  | 68     | 7             |
|                          | Parti populaire national allemand (DNVP)                                                        | 2 457 686  | 7,03  | 7,22  | 41     | 32            |
|                          | Parti populaire allemand (DVP)                                                                  | 1 577 365  | 4,51  | 4,20  | 30     | 15            |
|                          | Parti du Reich des classes moyennes allemandes (WP)                                             | 1 361 762  | 3,90  | 0,61  | 23     | en stagnation |
|                          | Parti allemand d'État (DStP)                                                                    | 1 322 034  | 3,78  | 1,03  | 20     | 5             |
|                          | Parti chrétien-national des paysans et des fermiers (CNBL)                                      | 1 108 043  | 3,17  | 1,31  | 19     | 10            |
|                          | Parti populaire bavarois (BVP)                                                                  | 1 058 637  | 3,03  | 0,04  | 19     | 2             |
|                          | Service populaire chrétien-social (CSVD)                                                        | 868 269    | 2,48  | Nv.   | 14     | Nv.           |
|                          | Parti des fermiers allemands (DBP)                                                              | 339 434    | 0,97  | 0,59  | 6      | 2             |
|                          | Parti populaire conservateur (KVP)                                                              | 290 579    | 0,83  | Nv.   | 4      | Nv.           |
|                          | Parti du Reich pour les droits civils et la déflation-Parti chrétien-social du Reich (VRP-CSRP) | 271 291    | 0,78  | 0,88  | 0      | 2             |
|                          | Ligue agricole                                                                                  | 193 926    | 0,55  | 0,10  | 3      | en stagnation |
|                          | Parti allemand hanovrien (DHP)                                                                  | 144 286    | 0,41  | 0,23  | 3      | 1             |
|                          | Autres                                                                                          | 291 083    | 0,83  | –     | 0      | –             |
|                          |                                                                                                 |            |       |       |        |               |
| Suffrages exprimés       | Suffrages exprimés                                                                              | 34 956 471 | 99,24 |       |        |               |
| Votes invalides          | Votes invalides                                                                                 | 268 028    | 0,76  |       |        |               |
| Total                    | Total                                                                                           | 35 224 499 | 100   | –     | 577    | 86            |
| Abstentions              | Abstentions                                                                                     | 7 758 413  | 18,05 |       |        |               |
| Inscrits / participation | Inscrits / participation                                                                        | 42 982 912 | 81,95 |       |        |               |

## Conséquences
Malgré l'échec électoral, Brüning poursuit sa politique de rigueur budgétaire déflationniste en gouvernant par décrets d'urgence. 